# Comté de Fillmore (Minnesota)
Pour les articles homonymes, voir Comté de Fillmore.
Le comté de Fillmore est situé dans l’État du Minnesota, aux États-Unis. Il comptait 21 228 habitants en 2020. Son siège est Preston.